# Chitala (geslacht)
Chitala is een geslacht van straalvinnige vissen uit de familie van de mesvissen (Notopteridae). Dit geslacht bevat zes soorten, waarvan sommige belangrijk zijn in de aquacultuur en de aquariumindustrie. Ze zijn inheems in zoet water in Zuid- en Zuidoost-Azië. De grootste vis in het geslacht (en ook de familie) is Chitala lopis, die een lengte heeft van anderhalve meter. Andere bekende soorten zijn Chitala ornata en Chitala blanci.

## Soorten
- Chitala blanci (d'Aubenton, 1965)
- Chitala borneensis (Bleeker, 1851)
- Chitala chitala (Hamilton, 1822) – Chitala
- Chitala hypselonotus (Bleeker, 1851)
- Chitala lopis (Bleeker, 1851)
- Chitala ornata (Gray, 1831)